# Brigada Irlandesa (França)
A Brigada Irlandesa (em irlandês:  Briogáid Éireannach, em francês:  Brigade irlandaise) era uma brigada no Exército Real Francês composta por exilados irlandeses, liderados por Lord Mountcashel. Foi formada em maio de 1690, quando cinco regimentos jacobitas foram enviados da Irlanda para a França em troca de uma força maior de infantaria francesa que foi enviada para lutar na Guerra Williamita na Irlanda. Os regimentos que compõem a Brigada Irlandesa mantiveram seu status especial como unidades estrangeiras no exército francês até serem nacionalizados em 1791.

## Formação
Quando o rei James II foi para a Irlanda em março de 1689, a Irlanda era governada por seu vice-rei Tyrconnell e era mantida pelo Exército Irlandês, que era leal ao rei James. Parecia não haver necessidade do destacamento de tropas francesas na Irlanda e Luís XIV precisava de suas tropas em outros lugares durante a Guerra dos Nove Anos. Quando o exército irlandês mostrou sua fraqueza ao não vencer o cerco a Derry e perder a menor batalha de Newtownbutler em 31 de julho de 1689, Lauzun foi enviado para a Irlanda com uma força francesa de 5 mil homens, mas a Irlanda teve que enviar tropas irlandesas para a França em troca. Era a Brigada Irlandesa, formada em maio de 1690. Consistia em cinco regimentos, incluindo cerca de 5 mil homens. Os regimentos receberam o nome de seus coronéis:
1. Lord Mountcashell;
2. Butler;
3. Feilding;
4. O'Brien; e
5. Regimento de Dillon, comandado por Arthur Dillon.

Os franceses os reformaram e dissolveram os regimentos de Butler e Feilding, incorporando seus homens nos três regimentos restantes, que eram:
1. Mountcashel's;
2. O'Brien's; e
3. Dillon´s.

Esses três regimentos formaram a primeira brigada irlandesa na França e foram conhecidos como brigada irlandesa de Lord Mountcashel e serviram os franceses com distinção durante o restante da Guerra dos Nove Anos (1689-1697).
Sob os termos do Tratado de Limerick, em 1691, que encerrou a guerra entre o rei James II e VII e o rei William III na Irlanda, uma força separada de 12 mil jacobitas do exército irlandês havia chegado à França em um evento conhecido como Voo da Gansos selvagens. Estes foram mantidos separados da Brigada Irlandesa e foram formados no próprio exército do rei James no exílio, embora no pagamento da França. O regimento de Dorrington, mais tarde Rooth ou Roth, seguindo o Tratado de Ryswick em 1698, foi formado a partir dos ex-1º e 2º batalhões Royal Irish Foot Guardas de James II (anteriormente no estabelecimento irlandês) da Grã-Bretanha.

## Serviço
Com o Tratado de Ryswick em 1697, o exército do rei James no exílio foi dissolvido, embora muitos de seus oficiais e homens tenham sido reformados em novos regimentos. Tendo sido fundidas na Brigada Irlandesa original, essas unidades serviram bem aos franceses até a Revolução Francesa. Outros irlandeses - como Peter Lacy - começaram a entrar no serviço austríaco individualmente.
A brigada irlandesa tornou-se uma das unidades de elite do exército francês. Enquanto cada vez mais diluídos por recrutas franceses e estrangeiros de outros países da Europa, seus oficiais e homens de origem irlandesa frequentemente aspiravam a ajudar a Irlanda e recuperar suas terras ancestrais, como alguns fizeram durante a rebelião jacobita de 1745.
Os regimentos irlandeses participaram da maioria das grandes batalhas terrestres travadas pelos franceses entre 1690 e 1789, principalmente Steenkirk (1692), Neerwinden (1693), Marsaglia (1693), Blenheim (1704), Almansa (1707), Malplaquet (1709), Fontenoy (1745), Batalha de Lauffeld (1747); e Rossbach (1757).
As unidades da Brigada Irlandesa participaram do levante de 1715 e do levante de 1745. Para este último, foi enviado à Escócia um batalhão composto de infantaria ("Irish Picquets"), composto por destacamentos de cada um dos regimentos da Brigada Irlandesa, além de um esquadrão de cavalaria. Essa força treinada e disciplinada viu ação na segunda Batalha de Falkirk (onde cimentou a vitória expulsando os hanoverianos, fazendo os clãs vacilarem) e Culloden, ao lado do regimento de Royal Scots ( Royal Ecossais ), que havia sido criado no ano anterior. em serviço francês. Ao servirem soldados do rei francês, os irlandeses Picquets conseguiram se render formalmente como uma unidade após Culloden com uma promessa de tratamento honroso e não foram submetidos às represálias sofridas pelos clãs das montanhas. Muitos outros jacobitas exilados do exército francês foram capturados a caminho da Escócia no final de 1745 e início de 1746, incluindo Charles Radcliffe, 5º Conde de Derwentwater, um capitão do regimento de Dillon que foi executado em Londres em 1746.
Nesse meio tempo, no entanto, a Brigada se opôs brevemente à sua contraparte espanhola na Guerra da Aliança Quádrupla em 1718–20, pois a França era aliada aos rivais hanoverianos britânicos dos jacobitas. Como resultado, foi a Espanha que ajudou os jacobitas das montanhas em sua ascensão, que terminou na Batalha de Glen Shiel em 1719. A aliança anglo-francesa de 1716 havia efetivamente assegurado a sucessão hanoveriana na Irlanda e na Grã-Bretanha. Apesar da aliança, a França continuou a reconhecer Tiago III como legítimo, e, portanto, os jacobitas individuais entre os regimentos irlandeses na França continuaram a esperar por décadas que sua causa acabaria sendo bem-sucedida. Após seus primeiros anos, porém, a Brigada tornou-se cada vez mais uma força profissional composta por soldados irlandeses que se alistaram por motivos de tradição familiar ou em busca de oportunidades que os negavam em casa, e não por motivos diretamente políticos.
Os regimentos irlandeses serviram na Guerra da Sucessão Austríaca, na Guerra dos Sete Anos, tanto na Europa quanto na Índia, e durante a Guerra da Independência Americana, embora na década de 1740 o número de irlandeses servindo nos regimentos tivesse começado a declinar acentuadamente. Os cinco regimentos foram aumentados para seis durante a Guerra da Sucessão Austríaca, sendo o sexto o de Lally, criado inicialmente pelo Conde de Lally-Tolendal através de partes dos cinco originais. Cada regimento tinha a força de um batalhão de 685 homens e o regimento de cavalaria de Fitzjames contava 240 homens. A Brigada desempenhou um papel crucial em Fontenoy, atacando o flanco direito da coluna britânica, sofrendo 656 baixas e, segundo O'Callaghan, capturou as cores dos Coldstream Guardas e de quinze canhões. McGarry, em um livro recentemente publicado intitulado Irish Brigades Abroad, identifica a bandeira em causa vinda do Regimento de Pés de Sempill, o precursor das fronteiras escocesas do rei. Os irlandeses sofreram ainda mais baixas, de cerca de 1,4 mil homens, na Batalha de Lauffeld, quando lideraram o ataque que expulsou os britânicos da vila de Lauffeld e garantiu a vitória. Durante a Guerra dos Sete Anos, os regimentos irlandeses em serviço francês foram: Bulkeley, Clare, Dillon, Rooth, Berwick e Lally, bem como um regimento de cavalaria (Fitzjames).
Desde janeiro de 1766, o papado reconheceu formalmente George III da dinastia Hanoveriana como o monarca legal da Grã-Bretanha e da Irlanda e se recusou a reconhecer Bonnie Prince Charlie, que agora era denominado rei Charles III pelos jacobitas. A ascensão de George III também viu os conservadores voltarem ao poder, com John Stuart, terceiro conde de Bute, formando um ministério - os conservadores já haviam incluído jacobitas altos e financeiramente poderosos. Havia sempre um número de ingleses e escoceses servindo na brigada, embora seus números flutuassem acentuadamente ao longo dos anos. Um banco de dados sendo compilado pelo Centro de Estudos Irlandeses-Escoceses do Trinity College sugere que, para cada dez irlandeses, havia em média dois ingleses e um escocês.
O regimento de Walsh é conhecido por ajudar a causa americana na Revolução Americana, quando um destacamento foi designado como fuzileiro naval para o navio de John Paul Jones, o Bonhomme Richard. O envolvimento e uso do lema "Sempre et Ubique Fidelis" pode ter influenciado a adoção subsequente do lema "Sempre Fidelis " pelos fuzileiros navais dos EUA.

## Recrutamento
Até a Guerra dos Sete Anos, as autoridades britânicas fecharam os olhos ao recrutamento semi-organizado dentro da própria Irlanda para os regimentos da Brigada. Enquanto as tropas irlandesas não estavam empregadas contra a Grã-Bretanha ou seus aliados, isso era visto como uma maneira útil de remover homens potencialmente descontentes em idade militar. Em 1729, um tratado confidencial entre os governos franceses e britânicos previa o envolvimento de 750 recrutas irlandeses, desde que essa atividade permanecesse não publicada. Depois que o emprego dos Picquets irlandeses em apoio ao levante jacobita na Escócia mostrou o perigo de tal política, foram tomadas medidas para reduzir o fluxo de recrutas irlandeses para o serviço francês. Recrutadores individuais da Brigada Irlandesa foram enforcados se capturados e durante a Guerra dos Sete Anos, todos os súditos britânicos em serviço francês foram declarados traidores pelo Parlamento e passíveis de execução se fossem presos. Essa medida draconiana, no entanto, parece não ter sido implementada, exceto onde os prisioneiros de guerra foram identificados como tendo abandonado o exército britânico pela primeira vez.
Na véspera da Revolução Francesa, em 1789, o recrutamento direto da Irlanda para a Brigada Irlandesa havia diminuído para um número limitado, tendo o motivo e a oportunidade de seguir para a França. Os irlandeses servindo no exército britânico e feitos prisioneiros durante as guerras francesas podem se sentir encorajados a literalmente trocar de casacos e se alistar na brigada. O déficit de números foi compensado pela crescente substituição de alemães, suíços e outros estrangeiros, além de alguns franceses. Os oficiais, no entanto, eram principalmente de famílias franco-irlandesas que poderiam existir por várias gerações desde que seus fundadores haviam migrado para a França. O serviço militar distinto levou essas famílias a serem aceitas na aristocracia francesa, mantendo seus nomes e consciência de origem irlandesa.

## Uniformes e bandeiras

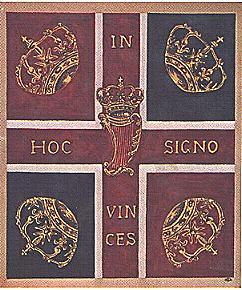
Cor do Regimento de Dillon, Brigada Irlandesa.

A Brigada Irlandesa usava casacos vermelhos durante todo o século XVIII, com cores diferentes para distinguir cada regimento. Foi sugerido que o casaco vermelho era uma expressão de sua lealdade aos queixosos de Stuart no trono da Grã-Bretanha e da Irlanda. No entanto, uniformes dessa cor foram amplamente usados por regimentos estrangeiros no serviço francês, principalmente os recrutados na Suíça. O uso da cruz de São Jorge em todas as bandeiras da brigada refletia sua aceitação da importância central da reivindicação de Tiago III à coroa da Inglaterra.
Os detalhes dos regimentos individuais foram:
- Infantaria de Buclkeley. Casaco vermelho, gola e forro, punhos verdes escuros e colete com botões brancos (ou seja, de estanho);
- Clare Infanterie. Casaco e colete vermelhos, revestimentos amarelos, botões brancos;
- Dillon Infanterie. Casaco e colete vermelhos, sem gola, punhos pretos amarelos (ou seja, botões de bronze;
- Roth Infanterie. Casaco vermelho, sem gola. Punhos azuis, forro, colete e bermuda, botões amarelos;
- Infantaria de Berwick. Casaco e colete vermelhos, gola e punhos pretos, forro branco, abas de bolso verticais duplas, botões amarelos, seis em cada aba de bolso;
- Lally Infanterie. Casaco vermelho, gola verde brilhante, punhos e colete, botões amarelos.[16]

Os regulamentos provisórios de 1791, às vésperas do desestabelecimento da Brigada Irlandesa, davam uma aparência negra a todos os quatro regimentos, com apenas pequenas distinções para distinguir cada unidade.

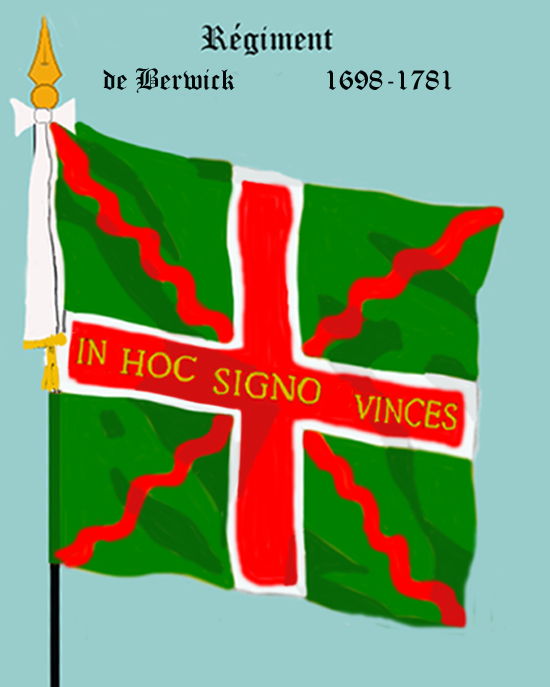
Bandeira do "Régiment Berwick".

A maioria de suas cores era representativa de suas origens jacobitas britânicas, com todas as cores regimentais carregando a cruz de São Jorge e as quatro coroas da Inglaterra, Irlanda, Escócia e França. Quase todas as bandeiras dos regimentos levavam uma coroa sobre uma harpa irlandesa no centro, uma exceção sendo o regimento de Roth dos ex-guardas de pé, cujo título oficial na década de 1690 era o pé de guarda do rei da Inglaterra; a bandeira deles era uma cruz vermelha de São Jorge, com uma coroa no centro encimada por um leão coroado. Eles carregavam o lema In Hoc Signo Vinces. Outro foi o conde de Clancarty, cuja bandeira se tornou a do regimento do duque de Berwick quando este foi fundado em 1698, após a abolição e fusão de Clancarty e vários outros regimentos para formar a infantaria de Berwick, mais tarde, em 1743, a Fitzjames. Uma representação correta da bandeira levada pelo regimento de Berwick pode ser vista seguindo o link abaixo para as bandeiras do exército francês. O padrão do regimento de cavalaria de Fitzjames tinha o desenho francês de um campo amarelo com um sol radiante central encimado por uma fita com o lema: Nec Pluribus Impar, [não é desigual para muitos].

## Língua
Acredita-se que alguns oficiais da Brigada Irlandesa tenham gritado Cuimhnígí ar Luimneach agus ar fheall na Sasanach! ("Lembre-se da perfídia de Limerick e Saxon") na batalha de Fontenoy em 1745. Pesquisas modernas de Eoghan Ó hAnnracháin afirmam que é muito duvidoso que os regimentos também estivessem cantando em irlandês, uma língua desconhecida provavelmente pela maioria da brigada na época. Outros contestam isso fortemente, pois, ao longo de 100 anos, novos recrutas foram trazidos para a brigada, principalmente das regiões de West Munster, de língua irlandesa, terra natal de, entre outros, a família O'Connell. Stephen McGarry também destaca em seu livro Irish Brigades Abroad que o irlandês era amplamente falado nos regimentos irlandeses da França. Daniel Charles O'Connell era o tio do Libertador Daniel O'Connell e foi o último coronel da Brigada Irlandesa Francesa em 1794 e subiu para o posto geral. Os O'Connells eram falantes nativos de irlandês e membros da aristocracia gaélica desapropriada. De acordo com os regulamentos oficiais do Exército Francês, os oficiais dos regimentos da Brigada Irlandesa tinham que ser irlandeses, metade dos quais nascidos na Irlanda e a outra metade nascida na Irlanda. Na prática, com a eclosão da Revolução Francesa, a maioria dos oficiais da Brigada caiu na segunda categoria.

Seamus MacManus mostra em seu livro The Story of The Irish Race (1921):
"Na verdade, não foram os" gansos selvagens "que esqueceram a língua dos gael ou a deixaram perecer. Dizem-nos que as palavras de ordem e de comando da "Brigada" estavam sempre em irlandês e que os oficiais que não conheciam o idioma antes de entrarem no serviço se viram obrigados a aprendê-lo ".

## Fim da Brigada Irlandesa

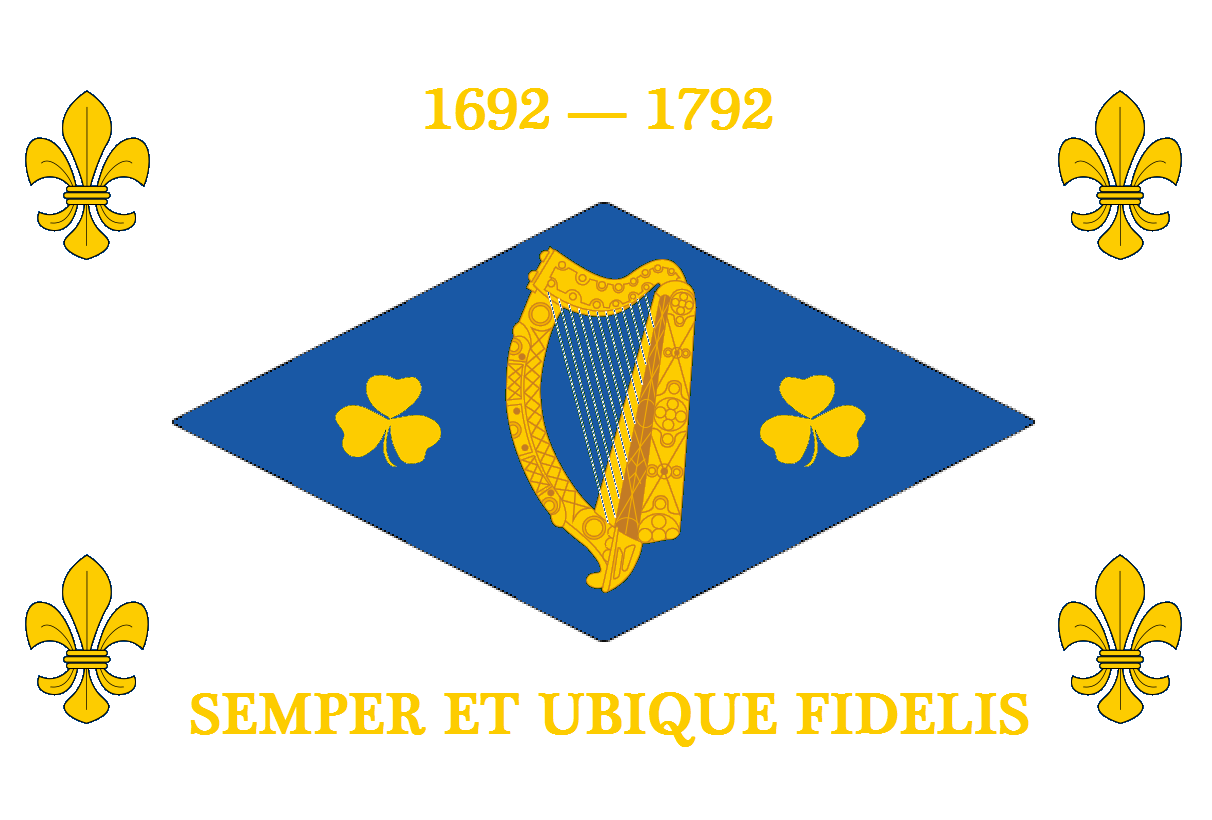
A faixa de despedida.

A Brigada deixou de existir como uma entidade separada e distinta em 21 de julho de 1791. Juntamente com outras unidades estrangeiras não suíças, os regimentos irlandeses foram submetidos à "nacionalização" por ordem da Assembleia Nacional. Isso envolvia a sua assimilação no exército francês regular como infantaria de linha; perdendo seus títulos, práticas, regulamentos e uniformes tradicionais. A reestruturação inicial (início de 1791) do exército já havia visto o Regimento Dillon se tornar o Regimento 87e, Berwick o 88e e Walsh o 92e.

Senhores, reconhecemos os inestimáveis serviços que a França tem recebido da Brigada Irlandesa, ao longo dos últimos 100 anos; serviços que nunca esqueceremos, embora na impossibilidade de os retribuir. Recebam este Estandarte como uma garantia de nossa lembrança, um monumento de nossa admiração e respeito, e no futuro, generosos irlandeses, este será o lema de sua bandeira imaculada: 1692–1792, Sempre et ubique Fidelis.

Conde da Provença (mais tarde Luis XVIII)
Os membros da Brigada Irlandesa juraram lealdade ao rei da França, não ao povo francês ou à sua nova república de 1792. Em 1792, alguns elementos da Brigada, que se uniram às forças realistas emigradas, foram presenteados com uma "bandeira de despedida" com o dispositivo de uma harpa irlandesa bordada com trevos e flores de lis. Dos dois oficiais seniores de Dillon que permaneceram no exército francês, Theobald foi morto por seus soldados quando se retirou em 1792 e Arthur foi executado em 1794 durante o Terror. Em 1793, o antigo Regimento Dillon foi dividido nos regimentos 157 e 158 da Linha. Em 1794, alguns oficiais sentiram que a França havia se tornado anticatólica e republicana demais e ingressaram em uma Brigada Irlandesa Católica organizada pelos britânicos. Em 1803, a Legião Irlandesa foi formada por Napoleão Bonaparte para irlandeses dispostos a participar de sua invasão planejada da Irlanda.

## Literatura
As Brigadas Irlandesas de Stephen McGarry no Exterior (Dublin, 2013 Kindle edition, brochura maio de 2014) é um novo livro sobre o assunto e finalmente atualiza a História das Brigadas Irlandesas de John Cornelius O'Callaghan no Serviço da França (Londres, 1870). The Wild Geese, de Mark McLaughlin (Londres, 1980) foi publicado pela Osprey como parte de sua série Men-at-Arms, que fornece uma introdução ao assunto.